# Violència política
La violència política és aquella exercida per grups socials per aconseguir finalitats polítiques i mantenir o canviar la repartició del poder. És un tipus de violència que pot ser puntual o sistèmica, armada, psicològica o de diverses menes alhora.

## Tipus de violència política segons participants
Una diferenciació fonamental és si els participants en els actes violents són un estat o no. I així es diferencien:
- Conflicte entre estats: guerra
- Conflicte entre dos grups no estatals: conflictes ètnics, enfrontaments de classes, discriminació...
- Violència de l'estat contra grups no estatals: tortura, repressió, genocidi...
- Violència de grups no estatals contra l'estat: rebel·lió, terrorisme, aldarulls...

Habitualment, la participació d'un grup o altre determina l'escala dels actes violents, des d'assassinats selectius o destrucció de propietats fins a la devastació de territoris sencers o eliminació de comunitats.

## Teories explicatives
Les teories explicatives de la violència política es divideixen segons el nivell d'anàlisi en teories macro o estructurals i les microteories. Les teories macro apunten a una situació d'injustícia sistèmica, és a dir, els individus o grups perceben un repartiment desigual de poder, una situació de greuge que els porta a pensar que la millor via per a resoldre-la és emprar la violència. Per contra, les teories micro fan més èmfasi en la percepció psicològica de la situació i motivacions particulars que poden portar a començar un conflicte.
El concepte resulta polèmic, ja que es pot considerar que legitima l'ús de la violència apel·lant com a inevitable utilitzar la força per l'abast del marc d'injustícia. A més a més, sovint canvia segons el bàndol que l'usi.